# Eleosoma

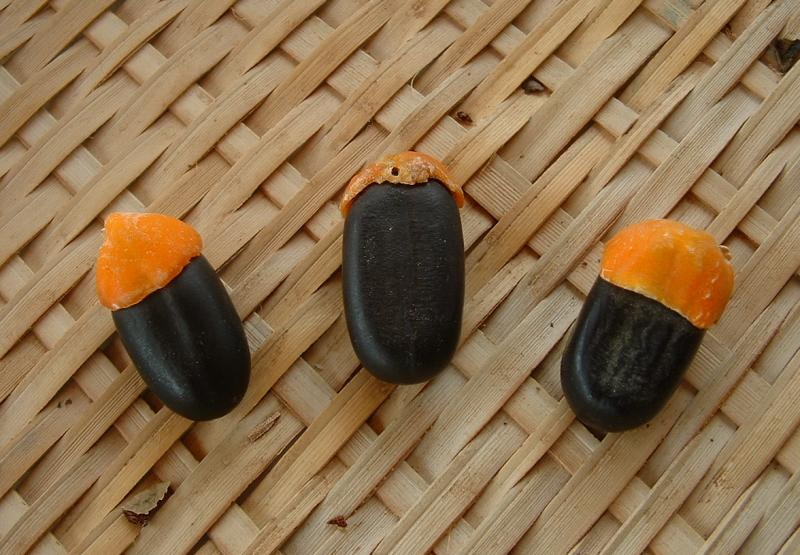
Eleosomes (de color taronja) en llavors dAfzelia africana

Els eleosomes (del grec έλαιον, oli, y σωμα, cos) són estructures carnoses unides a les llavors de moltes espècies de plantes. Els eleosomes de la família Euphorbiaceae s'anomenen carúncules (del llatí caruncula, "berruga"). Són excrescències riques en lípids i proteïnes. Moltes plantes tenen eleosomes per a atraure les formigues, que porten les llavors al seu niu i alimenten les seves larves amb els eleosomes. Quan les larves han consumit els eleosomes, les formigues traslladen les llavors a l'àrea d'eliminació de residus, rica en nutrients, on les llavors germinen. Aquest tipus de dispersió de les llavors s'anomena mirmecocòria i constitueix una relació simbiòtica mutualista: la planta es beneficia perquè les seves llavors són dispersades a llocs favorables de germinació i les formigues obtenen aliment.
Els eleosomes es desenvolupen de diverses maneres, a partir dels teixits de la llavor (calaza, funicle, micròpil, rafe-antirafe) o dels teixits del fruit (exocarp, receptacle floral, periant, carpel o espícula). La funció principal és sempre la mateixa: atraure les formigues. Com que els eleosomes estan presents en almenys 11.000 espècies, i possiblement fins a 23.000 espècies de plantes, són un bon exemple de l'evolució convergent en les plantes amb flor.

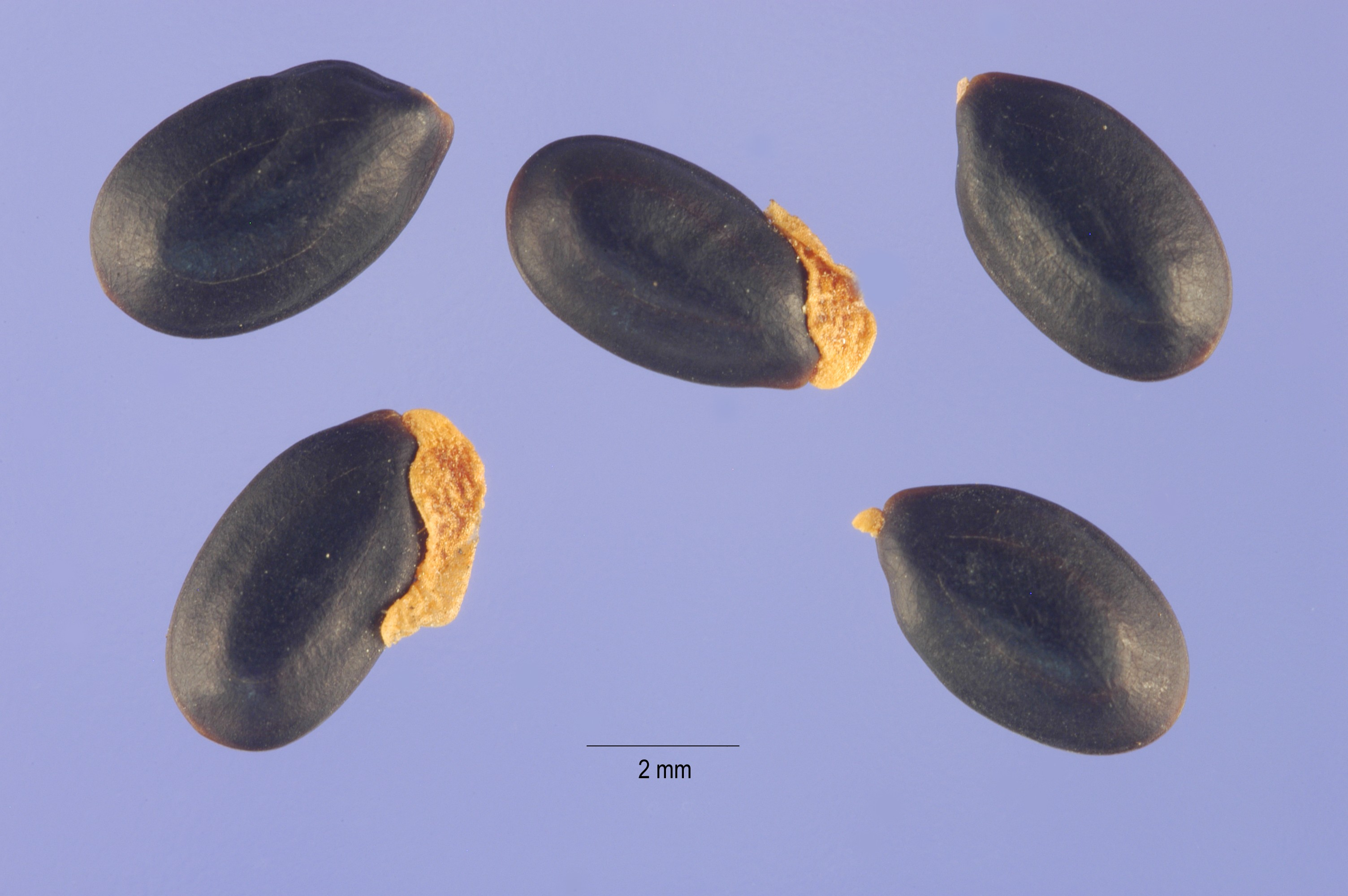
Llavors d'Acacia dealbata, algunes amb els eleosomes
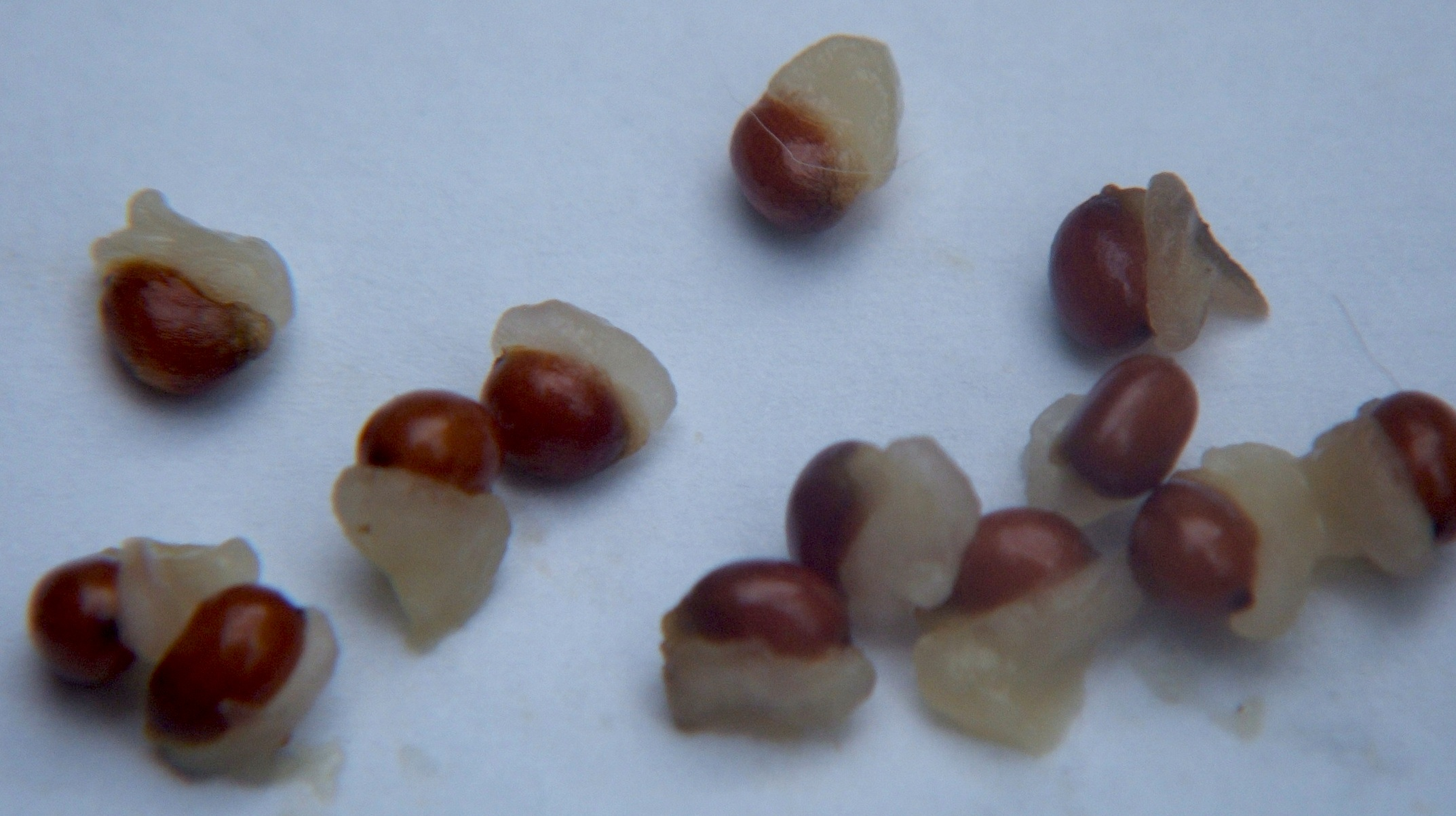
Llavors de Trillium recurvatum
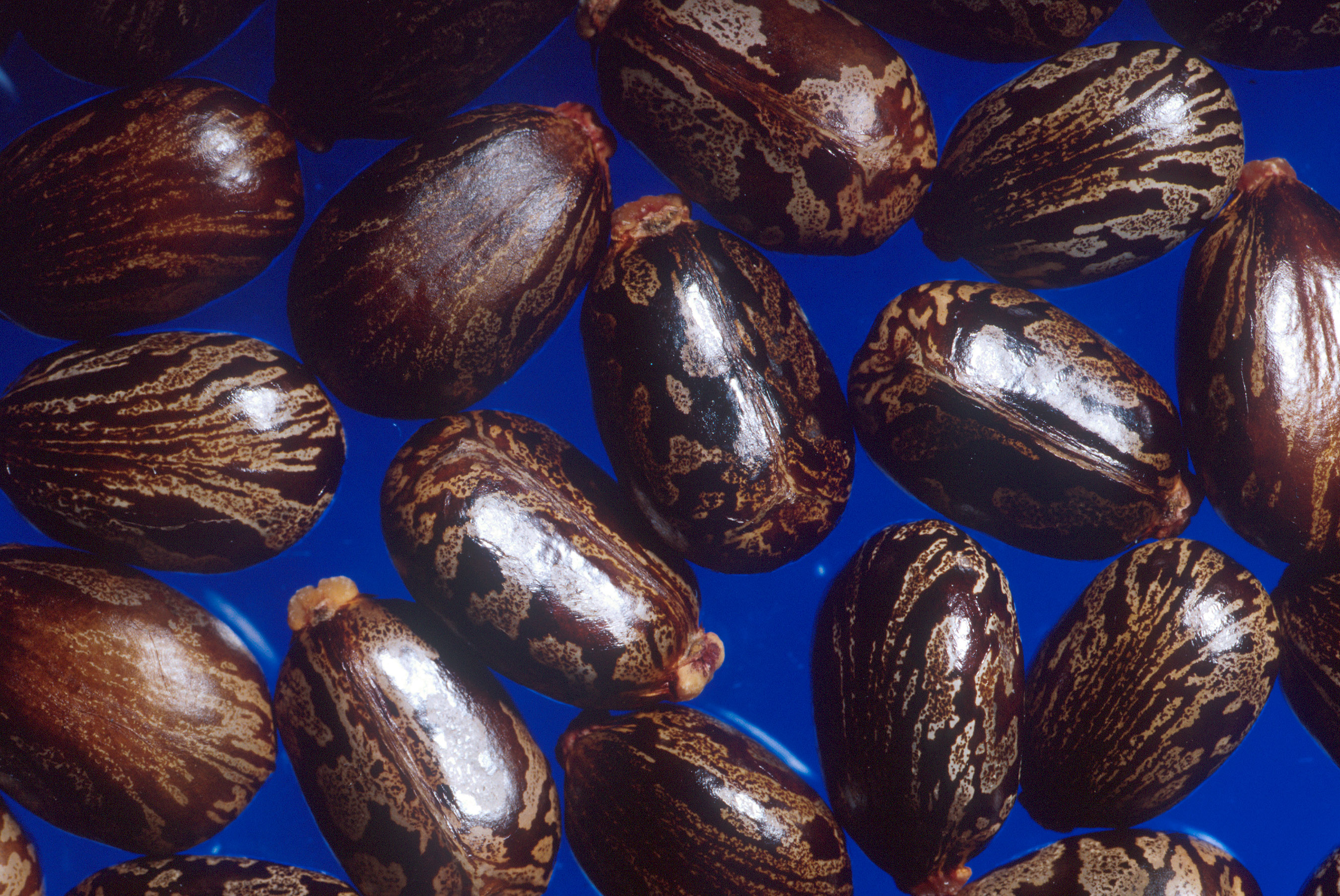
Carúncules de Ricinus communis (ricí)